# Máčení lýkových rostlin

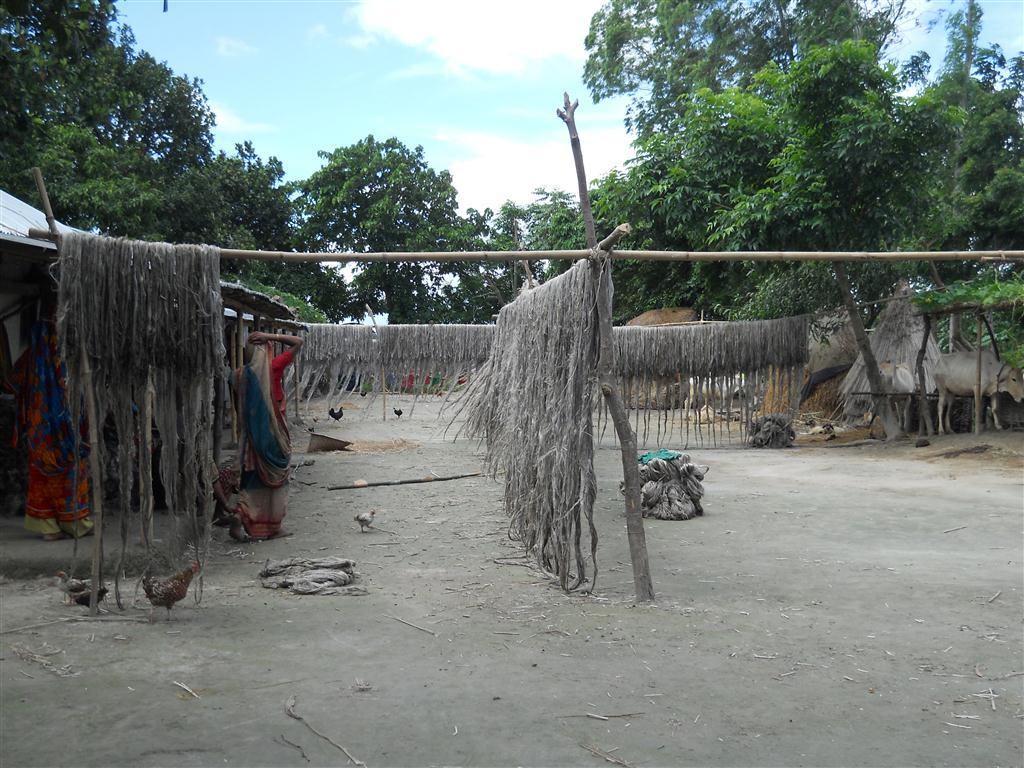
Sušení máčené juty v Bangladéši

Máčení lýkových rostlin (angl.: retting, něm.: Röste) je proces, kterým se podporuje oddělování textilních vláken od dřeviny.
Máčení je první činnost při získávání vláken použitelných k výrobě textilií, která umožňuje částečné uvolnění „technických“ vláken od dřeviny ve stonku lýkových rostlin. Úplné oddělení jednotlivých vláken se dosáhne v následujících stupních mechanickými prostředky (lámání-potěrání-vochlování).

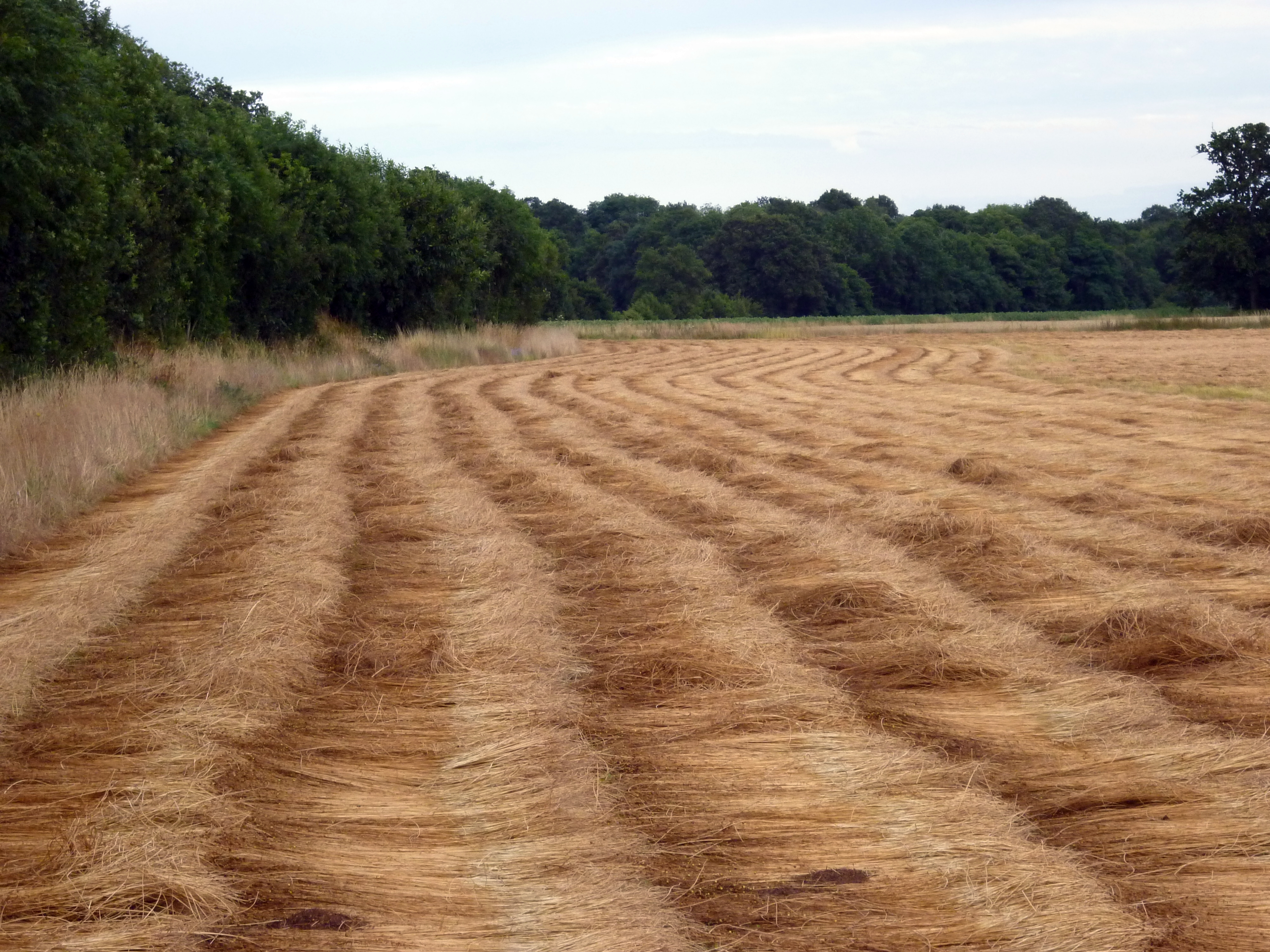
Rosení lněných stonků ve Francii

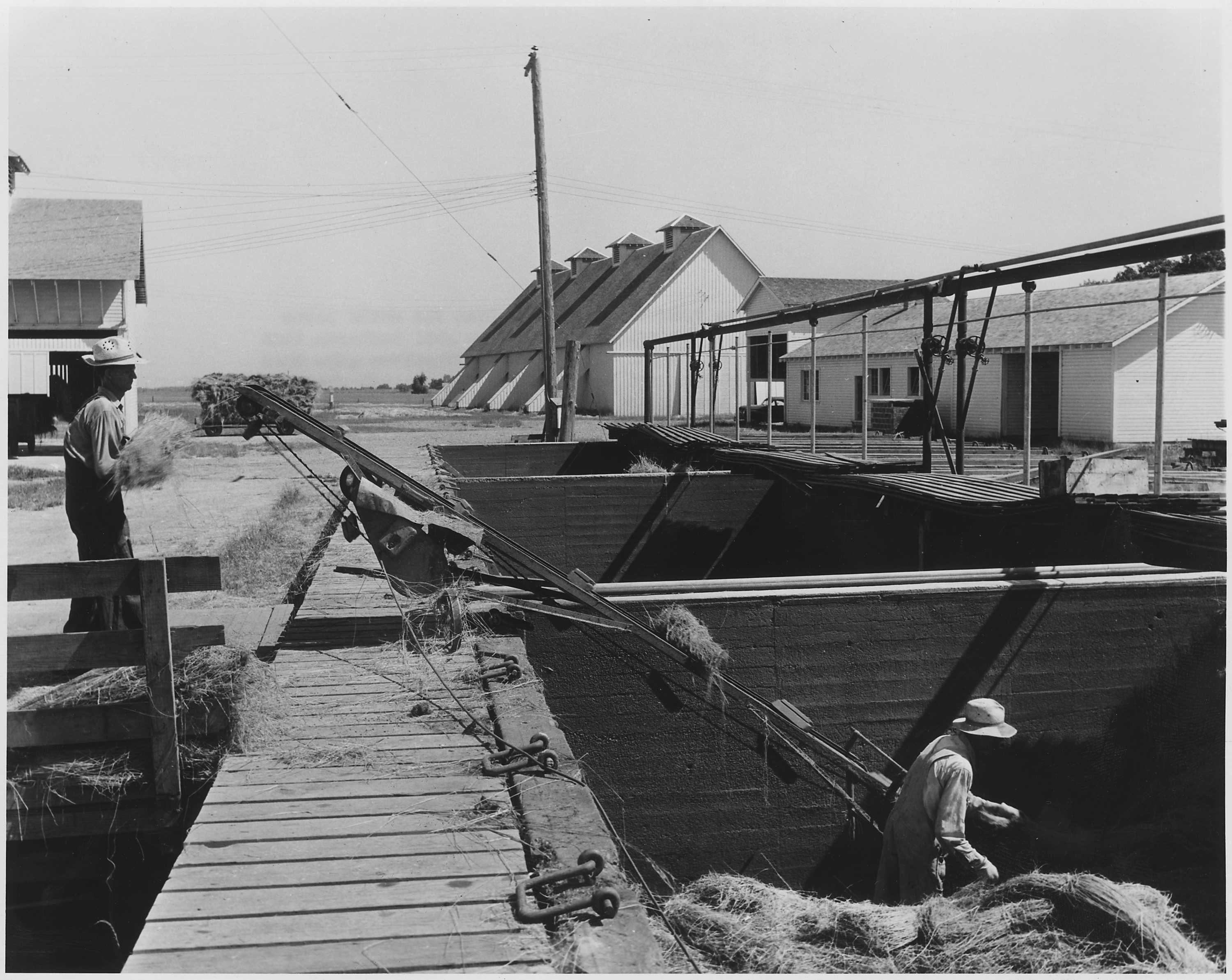
Nádrže na máčení lnu (USA 1945)

Máčení a rosení přírodními prostředky je známé už několik tisíc let. Umělé, prakticky použitelné metody máčení byly vyvinuty v posledních letech 20. století. V 1. dekádě 21. století se uvádělo rosení jako nejpoužívanější metoda pro zpracování lnu a konopí.
Přehled nejznámějších metod ve 2. dekádě 21. století:
| Způsob zpracování | Popis                                                       | Trvání procesu | Teplota (°C) | pH | Výhody                                               | Nevýhody                                            |
| ----------------- | ----------------------------------------------------------- | -------------- | ------------ | -- | ---------------------------------------------------- | --------------------------------------------------- |
| Rosení            | Stonky se uloží na poli - mikrobiologický rozklad           | 2-10 týdnů     | podle okolí  | ~7 | Nízké náklady, racionální využití vody               | Nestálá jakost vláken, závislost na počasí          |
| Máčení            | Stonky potápěny v nádržích nebo v tekoucí vodě              | 7-14 dní       | 15-30 °C     | ~7 | Dobrá jakost a stejnoměrnost vláken                  | Velké množství, rozsáhlá úprava a údržba vody nutná |
| Enzymy            | Příměs enzymů do vodní nádrže                               | 8-24 hodin     | ~32 °C       | ~6 | Lepší kontrola vlastností vláken                     | Podmínky značně závislé na druhu enzymu             |
| Chemicky          | Působení např. hydroxidem sodným                            | 1-2 hodiny     | podle okolí  | 9> | Pružná, dlouhá vlákna, rychlý proces                 | Změna barvy a možné zhoršení vlastností vláken      |
| Paření            | Intenzivní zpracování nasycenou párou                       | ?              | ~200 °C      | nn | Rychlý proces, kombinace s chemickým máčením možná   | Příliš mnoho krátkých vláken                        |
| Horká voda        | Polévání horkou vodou způsobuje podélné trhliny ve stoncích | ?              | 170-200 °C   | nn | Možné použití jako předstupeň k enzymatickému máčení | Vysoké požadavky na vodu                            |

Zpracování lýkových vláken je technicky proveditelné také bez máčení nebo rosení. Po mechanickém procesu však často zůstávají uzlíky z vláken a zvýšená absorpce materiálu způsobuje problémy zejména při použití pro vláknové kompozity.